# Шеренгуб
Шеренгуб (мар. Шеренгуп) — деревня в Волжском районе Республики Марий Эл. Входит в состав Помарского сельского поселения.

## География
Находится в южной части республики Марий Эл на расстоянии приблизительно 9 км по прямой на север от районного центра города Волжск.

## История
Известна с 1811 года. Основана переселенцами из села Помары. В 1859 году здесь отмечено 13 дворов и 120 жителей, в 1897 году 145 человек, в 1907 году — 150 человек. В 1980 году в деревне было учтено 55 хозяйств, проживали 180 человек, большинство мари. В советское время работали колхозы «10 лет Марийской области» и «За коммунизм».

## Население
Население составляло 126 человек (мари 83 %) в 2002 году, 145 в 2010.